# Броніслав (ім'я)
Броні́слав або Боронисла́в — чоловіче слов'янське двоосновне ім'я, від «броні» (боронити) і «слава»; поширене нині в Польщі. В Україні вже майже не зустрічається, лише зрідка можна почути його як ім'я по батькові людей старшого покоління.
Має давньоруське походження.
Аналогічне жіноче ім'я — Броніслава.

## Відповідності
В інших народів імені Броніслав відповідають імена:
- пол. Bronisław

## Персоналії
- Броніслав Коморовський